# 張建国
張 建国（ちょう けんこく、Zhang Jianguo、1958年 - ）は中華人民共和国・河北省出身の京劇俳優。中国国家一級俳優。現在、中国国家京劇院（中国京劇院の新名称）三団団長。
老生の流派の一つ、奚派を代表する俳優。名実共に現在の京劇界を代表する一人。
84年に「四大須生」の一人奚派を創始した奚嘯伯の高弟である張栄培に師事、また書家としても有名な欧陽中石の指導も受けている。
得意な演目は『范進中挙』、『白帝城』、『失・空・斬』、『四郎探母』、『将相和』、『瀘水彝山』、『趙氏孤児』など。

## 経歴
- 1958年、河北省晋州市生まれ。
- 1972年河北省石家荘地区戯曲学校入学。
- 1975年卒業後石家荘地区京劇団に所属。
- 1990年には上海白玉蘭賞を受賞。
- 1991年、全国第二回中青年京劇俳優テレビ大会にて『哭霊牌』の劉備で「最佳演技賞」を受賞。
- 1993年中国京劇院に移籍。全国梅蘭芳金賞大会で、『哭霊牌』と『碰碑』で「梅蘭芳金賞」を受賞。
- 1996年には「中国京劇の星」に推薦される。
- 2001年第二期中国京劇優秀青年俳優研究生班を卒業。同年より中国国家京劇院三団団長。
- 2002年に新編京劇『油灯灯開花』で中国戯劇「梅花賞」を受賞。
- 2004年第4回中国京劇芸術節（京劇フェスティバル）に中国京劇院を代表して参加、『瀘水彝山』で金賞を受賞。
- 2006年6月から8月にかけて日本全国を巡演した京劇『三国志～諸葛孔明』で主役の諸葛亮を演じる。同作品で日本民主音楽協会「民音芸術賞」受賞。
- 2007年に第8回中国芸術フェスティバルに『瀘水彝山』で参加、「文華賞」と「最も観客に好まれた俳優賞」を受賞。

1989年に上海での公演を大成功させたのをきっかけに、1990年には上海白玉蘭賞を受賞、1991年、全国第二回中青年京劇俳優テレビ大会にて『哭霊牌』の劉備で「最佳演技賞」を受賞、1993年、全国梅蘭芳金賞大会で、『哭霊牌』と『碰碑』で「梅蘭芳金賞」を受賞、1996年には「中国京劇の星」に推薦され、2001年に第二期中国京劇優秀青年俳優研究生班を卒業、2002年に新編京劇『油灯灯開花』で中国戯劇「梅花賞」を受賞、2004年第4回中国京劇芸術節（京劇フェスティバル）に中国京劇院を代表して参加、『瀘水彝山』で金賞を受賞。
2006年6月から8月にかけて日本全国を巡演した京劇『三国志～諸葛孔明』で主役の諸葛亮を演じる。同作品で日本民主音楽協会「民音芸術賞」受賞。
2007年に第８回中国芸術フェスティバルに『瀘水彝山』で参加、「文華賞」と「最も観客に好まれた俳優賞」を受賞。